# Частный детектив Магнум (2018, сезон 4)
Четвертый сезон американского телесериала «Частный детектив Магнум» премьера которого состоялась 1 октября 2021 года на американском телеканале CBS, заключительная серия сезона вышла 6 мая 2022 года. Количество серий в сезоне двадцать.

## Сюжет
Офицер Томас Магнум возвращается из Афганистана домой на Гавайи. Он заселяется в роскошный особняк, где работает консультантом по безопасности, а в свободное время занимается тем, что ему на самом деле интересно — частными расследованиями. В деле ему помогают мажордом особняка и в прошлом агент МИ-6 Джульет Хиггинс и братья по оружию — пилот вертолета Теодор Кэлвин и морской пехотинец Орвилл Райт, обладающий самыми разными связями по всему острову Оахо.

## В ролях

### Основной состав
- Джей Эрнандес - Томас Магнум
- Пердита Уикс - Джульет Хиггинс
- Захари Найтон - Орвилл «Рик» Райт
- Стивен Хилл - Теодор «Ти Кей» Келвин
- Тим Кан - детектив Гордон Катсумото
- Эми Хилл - Теуила Куму Туилета

### Второстепенный состав
- Кристофер Торнтон - Кенни "Шамми" Шамберг
- Чантал Тхюй - детектив Лия Калео
- Джей Али - доктор Итан Шах
- Бетси Филлипс - Сьюзи Мэдисон
- Мартин Мартинес - Кейд Дженсен

## Эпизоды
| № общий | № в сезоне | Название                                                            | Режиссёр            | Автор сценария                                                      | Дата премьеры   | Произв. код | Зрители в США (млн) |
| --- | ---------- | ------------------------------------------------------------------- | ------------------- | ------------------------------------------------------------------- | --------------- | ----------- | ------------------- |
| 57 | 1          | «Островные вибрации» «Island Vibes»                                 | Брайан Спайсер      | Эрик Гуггенхейм & Джин Хонг                                         | 1 октября 2021  | MPI401      | 5.23                |
| Поскольку Магнум пытается сохранить свои новые отношения в секрете и занимается делами в одиночку, пока Хиггинс в отъезде, ему поручено найти мать-одиночку, за которой охотятся две очень опасные банды. Кроме того, в то время как Хиггинс находится за границей с Итаном, неверный шаг заставляет еe помогать старому работодателю,и Рик получает плохие, но также и очень, хорошие новости. |            |                                                                     |                     |                                                                     |                 |             |                     |
| 58 | 2          | «Чем тяжелее они падают» «The Harder they Fall»                     | Даг Ханна           | Дэвид Волков                                                        | 8 октября 2021  | MPI402      | 5.20                |
| В то время как Магнум и Хиггинс воссоединяются и работают над делом о трагической смерти строителя, Теодора и Шамми похищают двое наркодельцов, выдающих себя за туристов. |            |                                                                     |                     |                                                                     |                 |             |                     |
| 59 | 3          | «Техасский клин» «Texas Wedge»                                      | Антонио Негрет      | Джин Хонг                                                           | 15 октября 2021 | MPI403      | 5.37                |
| Магнум, Хиггинс и Рик работают под прикрытием в шикарном загородном клубе, когда молодого кэдди увольняют после того, как его обвинили в краже клюшек для гольфа одного из членов клуба. Кроме того, племянница Джина, не подозревающая о темном прошлом своего дяди, просит его выступить в ее школе.                                                                                          |            |                                                                     |                     |                                                                     |                 |             |                     |
| 60 | 4          | «Тех, кого мы оставляем позади» «Those We Leave Behind»             | Эллисон Лидди-Браун | Барби Клигман                                                       | 22 октября 2021 | MPI404      | 5.07                |
| 61 | 5          | «До самой смерти» «Til Death»                                       | Эгиль Эгилссон      | Кэти Варни                                                          | 5 ноября 2021   | MPI405      | 5.59                |
| 62 | 6          | «Дьявол на пороге» «Devil on the Doorstep»                          | Клаудия Ярми        | Тера Толентино                                                      | 12 ноября 2021  | MPI406      | 5.45                |
| 63 | 7          | «Новая аренда на смерть» «A New Lease On Death»                     | Руба Надда          | История: Захари Найтон & Барби Клигман Телеадаптация: Барби Клигман | 19 ноября 2021  | MPI407      | 5.17                |
| 64 | 8          | «Огонь в пепле» «A Fire in the Ashes»                               | Неизвестно          | Неизвестно                                                          | 3 декабря 2021  | MPI408      | 5.34                |
| 65 | 9          | «Лучше смотри в оба» «Better Watch Out»                             | Неизвестно          | Неизвестно                                                          | 10 декабря 2021 | MPI409      | 5.39                |
| 66 | 10         | «Любовник мечты» «Dream Lover»                                      | Неизвестно          | Неизвестно                                                          | 7 января 2022   | MPI410      | 5.32                |
| 67 | 11         | «Если я умру до того, как проснусь» «If I Should Die Before I Wake» | Неизвестно          | Неизвестно                                                          | 14 января 2022  | MPI411      | 5.77                |
| 68 | 12         | «Ангелы иногда убивают» «Angels Sometimes Kill»                     | Неизвестно          | Неизвестно                                                          | 21 января 2022  | MPI412      | 5.43                |
| 69 | 13         | «Не суди меня» «Judge Me Not»                                       | Неизвестно          | Неизвестно                                                          | 28 января 2022  | MPI413      | 5.22                |
| 70 | 14         | «Беги, детка, беги» «Run, Baby, Run»                                | Неизвестно          | Неизвестно                                                          | 25 февраля 2022 | MPI414      | 5.21                |
| 71 | 15         | «Ходячий мертвец» «Dead Man Walking»                                | Неизвестно          | Неизвестно                                                          | 4 марта 2022    | MPI415      | 4.88                |
| 72 | 16         | «Затаившееся зло» «Evil Walks Softly»                               | Неизвестно          | Неизвестно                                                          | 11 марта 2022   | MPI416      | 5.01                |
| 73 | 17         | «Вспомни обо мне завтра» «Remember Me Tomorrow»                     | Неизвестно          | Неизвестно                                                          | 1 апреля 2022   | MPI417      | 4.87                |
| 74 | 18         | «Неглубокая могила, глубокие воды» «Shallow Grave, Deep Water»      | Неизвестно          | Неизвестно                                                          | 8 апреля 2022   | MPI418      | 5.31                |
| 75 | 19         | «Долгий сон» «The Long Sleep»                                       | Неизвестно          | Неизвестно                                                          | 29 апреля 2022  | MPI419      | 4.81                |
| 76 | 20         | «Близко к дому» «Close to Home»                                     | Неизвестно          | Неизвестно                                                          | 6 мая 2022      | MPI420      | 5.06                |

## Производство

### Разработка
15 апреля 2021 года телеканал CBS продлил телесериал на четвертый сезон. Премьера назначена на 1 октября 2021 года.

### Съемки
Съемочный процесс сезона стартовал 20 июля 2021 года на территории Оаху.